# Список ресторанов Москвы, отмеченных звёздами «Мишлен»

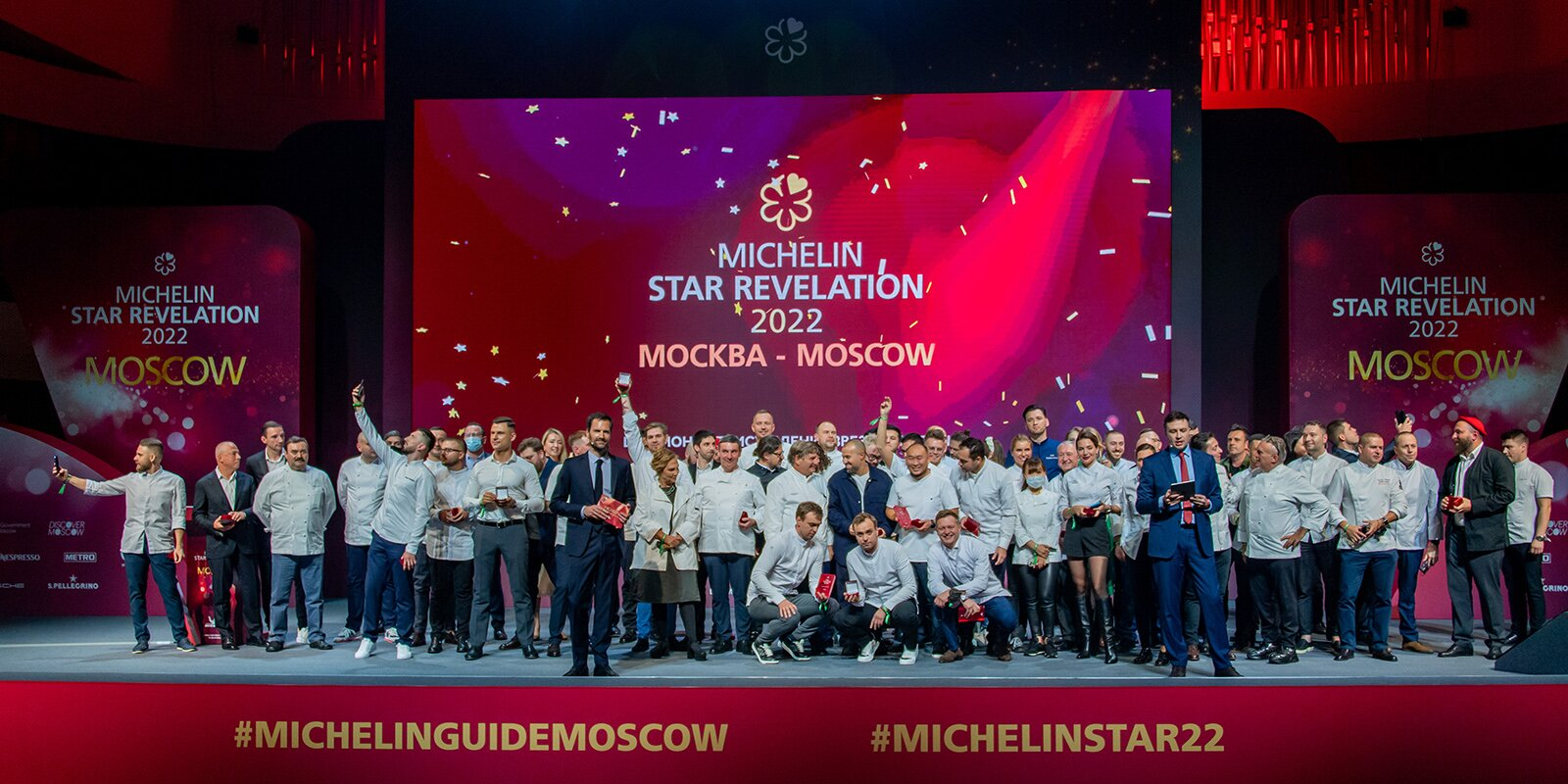
Первая церемония присвоения звезд «Мишлен» московским рестораторам. Концертный зал «Зарядье», 14 октября 2021 года.

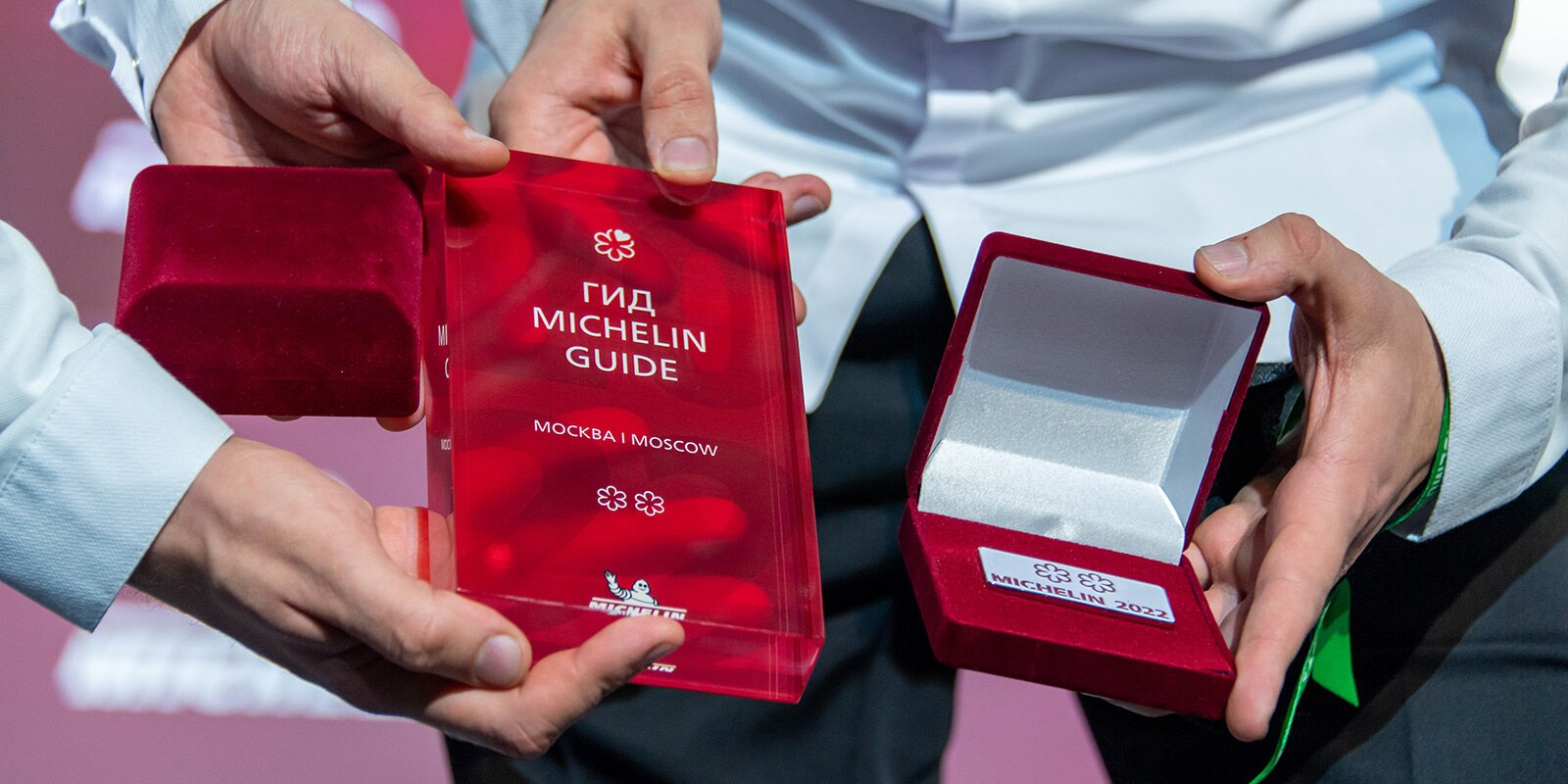
Две звезды «Мишлен», присужденные ресторану «Twins Garden» Ивана и Сергея Березуцких.

Список ресторанов Москвы, отмеченных звёздами «Мишлен» — полный перечень ресторанов Москвы, которые были отмечены звёздами в Красном гиде «Мишлен». 
Первый гид «Мишлен» по ресторанам Москвы был опубликован в декабре 2021 года, однако уже в марте 2022 года гид приостановил работу в России на фоне конфликта на Украине.
Красный гид «Мишлен» — это наиболее известный и влиятельный из ресторанных рейтингов, выпускается с 1900 года. В 1926 году гид начал присуждать звёзды ресторанам за выдающуюся кулинарию — изначально звезда была только одна, но в начале 1930-х годов в иерархии появились две и три звезды. Одна звезда свидетельствует о высококлассных блюдах, достойных посещения ресторана. Две дают тем, у кого кухня хороша настолько, что ради неё можно изменить запланированный маршрут путешествия. Три звезды — наивысшее признание, их заслуживают рестораны, ради которых стоит специально поехать в тот или иной город. При этом факт упоминания ресторана в гиде «Мишлен» даже без присуждения звезды — это признание мастерства шеф-повара и серьёзный толчок к коммерческому успеху заведения.

## История

### Приход на российский рынок
Россия стала 33-й страной, где выпускают гид «Мишлен», а Москва — первым городом на постсоветском пространстве с кафе и ресторанами, отмеченными звездами и специальными знаками. Ресторанный гид анонсировал свой приход на российский рынок 21 декабря 2020 года, после чего эксперты организации посетили Москву, чтобы выбрать рестораны, достойные рекомендаций. 
Первая презентация гида по кафе и ресторанам Москвы состоялась 14 октября 2021 года в концертном зале «Зарядье» — девять ресторанов получили звёзды и вошли в гид по Москве на 2022 год. 
Семь ресторанов получили по одной звезде, два ресторана — по две, три звезды не получил ни один ресторан. 
Еще 45 ресторанов попали в список рекомендованных, без присуждения звёзд.

### Приостановка деятельности
После выпуска гида по Москве «Мишлен» планировала расширить гастрономический гид по России и оценить рестораны в Петербурге. В начале марта 2022 года «Мишлен» объявила, что на фоне конфликта на Украине приостановила все свои проекты в России: «Мы сделали выбор не развивать московское направление. Таким образом, в этом году не будет никаких обновлений московской подборки, а проекты по разработке гида Michelin в России на данный момент заморожены». Россию исключили из списка стран на сайте гида, а в соцсетях, на сайте и в приложении были приостановлены публикации, посвящённые московским ресторанам.
Из-за приостановки работы в России отмеченные в 2021 году звёздами «Мишлен» рестораны Москвы не смогли подтвердить свой статус в 2023 году. Однако заведения не лишили права упоминать о полученных ранее звёздах: рестораны могут продолжать упоминать о своей награде «с указанием года и города».

## Список
| Название            | Шеф-повар                       | Категория                       | 2021 | 2022—н. в. |
| ------------------- | ------------------------------- | ------------------------------- | ---- | ---------- |
| «Белуга»            | Евгений Викентьев               | Русская кухня Современная кухня |      | —          |
| «Савва»             | Андрей Шмаков                   | Русская кухня Современная кухня |      | —          |
| «Сахалин»           | Алексей Когай                   | Морепродукты Фьюжн              |      | —          |
| Biologie            | Екатерина Алехина               | Современная кухня               |      | —          |
| White Rabbit        | Владимир Мухин                  | Креативная кухня Русская кухня  |      | —          |
| Grand Cru           | Давид Эммерле                   | Современная кухня               |      | —          |
| Selfie              | Анатолий Казаков                | Современная кухня Русская кухня |      | —          |
| ARTEST Chef’s Table | Артем Естафьев                  | Креативная кухня Русская кухня  |      | —          |
| Twins Garden        | Братья Иван и Сергей Березуцкие | Креативная кухня Русская кухня  |      | —          |